# Aleksandr Sokúrov
Aleksandr Nikoláyevich Sokúrov (ruso: Александр Николаевич Сокуров, aldea Podorvija, Óblast de Irkutsk, 14 de junio de 1951), a veces también llamado Alexandre Sokúrov, es un director de cine y guionista ruso establecido en San Petersburgo, que algunos consideran el virtual sucesor de Andréi Tarkovski. Sus películas poseen una marca distintiva y alta realización estética. 

## Trayectoria
Nació en Siberia en la familia de un oficial militar. Se graduó en el departamento de Historia de la Universidad de Nizhni Nóvgorod en 1974 y comenzó a trabajar en los estudios VGIK al año siguiente. Ahí conoció a Tarkovski, de quien se hizo amigo, y fue profundamente influido por El espejo de aquel.
La mayoría de las primeras películas de Sokúrov fueron prohibidas por las autoridades soviéticas. Durante este periodo inicial, produjo numerosos documentales, entre ellos una entrevista a Aleksandr Solzhenitsyn y un reportaje sobre la caída de Grigori Kózintsev en San Petersburgo.
Llevó a cabo luego dos grandes proyectos documentales, encadenados por su visión apocalíptica de la historia actual: Voces espirituales, de 1995, que es una crónica parsimoniosa —de más de 300 minutos— sobre la vida cotidiana en Afganistán de un grupo de soldados (acaso reflejo de la vida militar de su padre); por entre cuyos tiempos muertos se desliza una reflexión sobre su país, lleno de tantas incertidumbres. Por otro lado, en 1998, rodó Confesión: son 260 minutos que se desarrollan es un barco de la marina rusa; lentamente, mientras cruza el mar de Barents, se va viendo la vida cotidiana e incierta de los marinos, con una extraña suspensión en el tiempo, y se oye la voz del capitán. Es un largo trayecto melancólico, con apariciones entre la niebla, que muestra la relación diaria entre los tripulantes durante su trayecto asimismo incierto, y seguramente con escasa consistencia vital.
Además de Dolorosa indiferencia (1983–1987) destaca entre sus películas narrativas Días de eclipse, de 1988; esta se desarrolla en un árido Turkmenistán (Krasnovodsk ciudad), donde un joven médico al par que atiende a niños analiza por qué puede suceder que en familias creyentes la enfermedad infantil se atenúa infantil (hay un trasfondo de ciencia ficción en este relato).
Más tarde rodaría Madre e hijo (1997), en un paraje campestre de tonalidades pictóricas y de fuerte simbolismo, donde un joven cuida tiernamente a su madre mortalmente enferma, casi ya un cadáver; fue su primera película comercial internacionalmente aclamada. Tiene este film su paralelo en Padre e hijo (2003), que desconcertó a los críticos por su supuesto homoerotismo (considérese que el mismo Sokúrov ha criticado esta particular interpretación). 
Entre ese díptico familiar, Sokúrov filmó una trilogía sobre políticos del siglo XX: Moloch (véase Moloch) (1999) sobre Hitler (que narra un día en la vida de Hitler en el refugio alpino "El nido del Águila", con Eva Braun, Joseph Goebbels y su esposa Magda y Martin Bormann), Taurus (2000) sobre Lenin, y El Sol (2004) sobre el emperador Hirohito.
La presencia de Sokúrov en el Festival de Cine de Cannes es regular, cuatro de sus películas se han estrenado allí consecutivamente. Si bien ha sido algo reticente en incluir actores reconocidos en sus películas, la Academia de Cine de Rusia lo ha distinguido con varios Premios Nika. 
Su película más exitosa tanto crítica como comercialmente ha sido la semidocumental El arca rusa (2002), aclamada sobre todo por sus imágenes visuales hipnóticas y su gigantesca toma sin corte alguna: es un inmenso travelling dentro del Hermitage de S. Petersburgo  donde fotografía los fondos de ese gran museo. Hay que señalar que ya en Elegía de un viaje, rodó muchas escenas de cuadros en un museo de Holanda, el famoso Bojmans de Róterdam. 
Fue descubierto para el mundo occidental por el Festival de Locarno, y la primera retrospectiva íntegra de su obra documental que se realizó en España tuvo lugar en Pamplona, en 1999, en el marco del Certamen de Creación Audiovisual, antecesor del actual Festival Punto de Vista. En la tercera edición de este último, celebrada entre febrero y marzo de 2007, se estrenó en España Elegía de una vida: Rostropóvich, Vishnévskaya (2006), perteneciente a su serie de elegías que inició en 1979. 

Preocupado por los conflictos bélicos desde su juventud, dada su historia familiar —como en Penosa indiferencia—, ha vuelto a esa reflexión en Alexandra, estrenada en 2007, que aborda los efectos de la guerra en los seres humanos en la figura de una abuela rusa que viaja a Chechenia a encontrarse con su nieto militar en un campamento. Mostrada en el Festival de Cannes, la protagonista es la legendaria soprano rusa Galina Vishnévskaya actuando ahora como actriz. Muchos de los planos de soldados recuerdas a Voces espirituales.
Fausto, que ganó el León de Oro del Festival de Venecia 2011, completa su tetralogía sobre el poder, formada por la trilogía mencionada, sobre políticos, más esta interpretación del célebre personaje de Goethe.

## Valoraciones
Dice Sokúrov que «el cine no puede aún pretender ser un arte y, aunque aspire a serlo, todavía está lejos. Algunos pueden fabular, inventar historias sobre su muerte; yo opino, por el contrario, que ni siquiera ha nacido. Le falta todo por aprender, especialmente de la pintura, porque la apuesta principal es pictórica. La elección más importante para el cine sería renunciar a expresar la profundidad, el volumen, nociones que no le conciernen y que incluso revelan impostura: la proyección ocupa siempre una superficie plana, y no pluridimensional. El cine no puede ser sino el arte de lo plano. Este principio me permite, cuando trabajo en una película, permanecer concentrado en uno o dos aspectos, y dedicar a ellos el tiempo necesario».[cita requerida] Esta dedicación le ha valido la admiración de espectadores y críticos, como ya lo hizo Susan Sontag; hoy está considerado como uno de los más importantes e innovadores cineastas actuales. 
Pese a todo, los críticos más conservadores no parecen valorar sus aspectos creativos, como ha sucedido con el film de 2011 Fausto.
Su cine se encuentra en España editado por Intermedio.

## Filmografía

### Largometrajes de ficción
- La voz solitaria del hombre (Одинокий голос человека, 1978–1987)
- El degradado (Разжалованный, 1980)
- Dolorosa indiferencia (Скорбное бесчувствие, 1983–1987)
- Imperio (Ампир, 1986)
- Días de eclipse (Дни затмения, 1988)
- Salva y protege (Спаси и сохрани, 1989)
- El segundo círculo (Круг второй, 1990)
- Piedra (Камень, 1992)
- Las páginas susurrantes (Тихие страницы, 1993)
- Madre e hijo (Мать и сын, 1996)
- Moloch (Молох, 1999)
- Taurus (Телец, 2000)
- El arca rusa (Русский ковчег, 2002)
- Padre e hijo (Отец и сын, 2003)
- El Sol (Солнце, 2004)
- Aleksandra (Александра, 2007)
- Fausto (Фауст, 2011).
- Francofonía, (Франкофония, 2014)

### Filmografía completa en cine y televisión (59 filmes)
- 2014 Francofonía
- 2011 Fausto
- 2010 Intonatsiya. Vladimir Yakunin (cortometraje documental)
- 2010 Intonatsiya. Yuri Shmidt (cortometraje documental)
- 2010 Intonatsiya. Borís Averin (cortometraje documental)
- 2010 Intonatsiya. Arsén Kanokov (cortometraje documental)
- 2010 Intonatsiya. Serguéi Slonimsky (cortometraje documental)
- 2010 Intonatsiya. Valery Zorkin (documental)
- 2009 Chitáem 'Blokádnuyu knigu' (documental)
- 2008 Cinema16: World Short Films (cortometraje en vídeo)
- 2007 Aleksandra
- 2007 Borís Godunov (telefilme)
- 2006 Elegiya zhizni. Rostropóvich. Vishnévskaya. (documental)
- 2005 Solntse
- 2004 Peterburgskiy dnevnik: Mozart. Rekviem (documental televisivo)
- 2003 Otéts i syn
- 2002 El arca rusa (Russkiy kovcheg)
- 2001 Elegiya dorogi
- 2001 Teléts
- 2000 Dolce... (documental)
- 2000 Úzel (documental)
- 1999 Robert. Schastlívaya zhizn (cortometraje)
- 1999 Molokh
- 1998 Peterburgskiy dnevnik. Kvartira Kózintseva (documental televisivo)
- 1998 Povínnost (miniserie televisiva documental)
- 1997 Documenta X - Die Filme
- 1997 Smirénnaya zhizn (documental)
- 1997 Mat i syn
- 1997 Peterburgskiy dnevnik. Otkritie pamyatnika Dostoeskomu (documental televisivo)
- 1996 Vostóchnaya elegiya (cortometraje)
- 1995 Dujóvnye golosá. Iz dnevnikov voyný. Povestvovanie v pyatí chastyaj (documental)
- 1995 Soldatskiy son (cortometraje documental)
- 1994 Elegiya iz Rossii
- 1994 Tíjiye stranitsy
- 1992 Kamen
- 1990 Krug vtoroy
- 1990 Spasí i sojraní
- 1990 K sobýtiyam v Zakavkazye (cortometraje documental)
- 1990 Leningrádskaya retrospektiva (1957-1990) (documental)
- 1990 Prostaya elegiya (cortometraje documental)
- 1989 Mariya (cortometraje)
- 1989 Odinókiy golos cheloveka
- 1989 Peterbúrgskaya elegiya (cortometraje documental)
- 1989 Sonata dlya Guítlera (cortometraje documental)
- 1989 Sovétskaya elegiya (cortometraje)
- 1988 Elegiya (cortometraje documental)
- 1988 Zhertva vechérnyaya (cortometraje)
- 1988 Dni zatmeniya
- 1987 Skórbnoye beschúvstviye
- 1987 Ampir (cortometraje)
- 1987 I nichego bolshe (cortometraje)
- 1987 Moskóvskaya elegiya (documental)
- 1987 Terpenie trud (cortometraje)
- 1981 Altóvaya sonata. Dmitri Shostakóvich (documental)
- 1980 Razzhálovannyy (cortometraje)
- 1979 Posledni den' nenástnogo leta (corto documental)
- 1975 Mariya (cortometraje televisivo)
- 1975 Pozyvnye R1NN (documental televisivo)
- 1974 Avtomobil nabiráet nadézhnost (corto documental televisivo)
- 1974 Sámye zemnye zaboty (documental televisivo)

### Documentales
- María (Elegía Campesina) (1978–1988)
- Sonata para Hitler (1979–1989)
- Sonata para Viola. Dmitri Shostakóvich (1981)
- Y nada más (1982–1987)
- Sacrificio nocturno (1984–1987)
- Paciencia de Labor (1985–1987)
- Elegía (1986)
- Elegía de Moscú (1986–1988)
- Elegía de Petersburgo (1990)
- Elegía Soviética (1990)
- A los eventos en Transcaucasia (1990)
- Una simple elegía (1990)
- Una retrospectiva de Leningrado (1957–1990) (1990)
- Un ejemplo de entonación (1991)
- Elegía desde Rusia (1992)
- El sueño del soldado (1995)
- Voces espirituales (1995)
- Elegía oriental (1996)
- Hubert Robert. Una vida afortunada (1996)
- Una vida humilde (1997)
- El Diario de San Petersburgo: Inauguración de un monumento a Dostoevski (1997)
- El Diario de San Petersburgo: La casa de Kózintsev (1998)
- Confesión (1998), 5 miniseries
- Diálogos con Solzhenitsyn (1998)*
- Dolce… (1999)
- Elegía de un viaje (2001)
- El diario de San Petersburgo: Mozart. Réquiem (2004)
- Elegía de una vida: Rostropóvich, Vishnévskaya (2006)

## Premios y distinciones
Festival Internacional de Cine de Cannes
| Año  | Categoría       | Película    | Resultado |
| ---- | --------------- | ----------- | --------- |
| 1999 | Mejor guion     | Molokh      | Ganador   |
| 2003 | Premio FIPRESCI | Otets i syn | Ganador   |

Festival Internacional de Cine de Venecia
| Año  | Categoría                                          | Trabajo nominado | Resultado |
| ---- | -------------------------------------------------- | ---------------- | --------- |
| 2011 | León de Oro                                        | Fausto           | Ganador   |
| 2011 | Premio SIGNIS                                      | Fausto           | Ganador   |
| 2015 | Premios Feodora - Mejor película euro-mediterránea | Francofonia      | Ganador   |
| 2015 | Premio Fondazione Mimmo Rotella                    | Francofonia      | Ganador   |